# Irving Lerner
Irving Lerner (Nova York, 7 de març de 1909 − Los Angeles, 25 de desembre de 1976) va ser un director estatunidenc, amb films documental com One Third of a Nation (1939), Valley Town (1940), The Land (1942) dirigit per Robert Flaherty, i Suicide Attack (1950). Lermer també va ser productor del documental d'OWI Hymn of the Nations (1944), dirigida per Alexander Hammid, amb Arturo Toscanini, i codirigint amb Joseph Strick el documental curt Muscle Beach (1948).

## Biografia
Abans de convertir-se en cineasta, Lerner era un editor per a l'Enciclopèdia de Ciències Socials de la Universitat de Colúmbia, i tot just va començar amb documentals pel departament d'antropologia. Durant els primers anys 1930, era membre del Workers Film and Photo League, i més tard, del Frontier Films. Va fer pel·lícules per la Fundació Rockefeller i altres institucions acadèmiques, convertint-se en un muntador i director implicat amb el moviment documental americà emergent dels últims anys 1930. Lerner va produir dos documentals per a l'Oficina d'Informació de Guerra durant la Segona Guerra Mundial i després de la guerra va arribar a ser cap de l'Institut de Cinema Educatiu de la Universitat de Nova York. El 1948, Lerner i Joseph Strick compartien feines de direcció en un documental curt, Muscle Beach. Lerner després rodaria films de baix pressupost baix. Quan ja no va fer els seus propis thrillers, Lerner va treballar d'assessor tècnic, de director de segona unitat, coeditor i muntador.

## Filmografia[2]
- 1953: Man Crazy
- 1958: Murder by Contract
- 1959: City of Fear
- 1960: Studs Lonigan